# Staurois parvus
Staurois parvus är en groddjursart som beskrevs av Robert F. Inger och Neville Seymour Haile 1959. Staurois parvus ingår i släktet Staurois och familjen egentliga grodor. IUCN kategoriserar arten globalt som otillräckligt studerad. Inga underarter finns listade i Catalogue of Life.